# Swanzey
Swanzey – miasto w Stanach Zjednoczonych, w stanie New Hampshire, w hrabstwie Cheshire.